# 김효수
김효수(1982년 8월 7일 ~ )는 대한민국의 배우이다.

## 학력
- 서울예술대학 무용과

## 출연작

### 영화
- 《트릭》 (2016년) - 시위대 남 1 역
- 《란제리 살인사건》 (2015년) - 윤용일 역
- 《멜로》 (2014년) - 지훈 역
- 《미스터 고》 (2013년) - 두산 중견수 역
- 《투혼》 (2011년)
- 《시크릿》 (2009년)
- 《R2B: 리턴투베이스》  (2012년)

### 드라마
- 《서촌일기》 (웹드라마, 2015년) - 효수 역
- 《젊은이의 양지》 (KBS2, 1995년) - 대풍 역

### 연극
- 《수안보》 (2014년) - 박영규 역
- 《오빠 나랑 사귈래요》 (2013년)
- 《안진사가 죽었다》 (2012년)
- 《궤도열차》 (2010년) - 경찰서장 열차 기관장 김동진 김경식 역
- 《누가 왕의 학사를 죽였나》 (2009년) - 사령 역
- 《누가 왕의 학사를 죽였는가?》 (2008년) - 사령 나인 겸사복 역